# Asian Le Mans Series 2021
Navigation
Édition précédente Édition suivante
La saison 2021 des Asian Le Mans Series est la neuvième saison de ce championnat. Pour cette édition de ce championnat, les règles concernant les invitations pour les 24 Heures du Mans 2021 ont évolué et seront liées au nombre de concurrents participant dans chaque catégorie.
Pour les LMP2, s'il y a 11 concurrents ou moins, seulement une invitation sera distribuée au champion de la catégorie. De 12 à 17 concurrents, il y aura deux invitations de distribuées pour le champion et le vice champion de la catégorie.
Pour les GT, s'il y a entre quatre et sept voitures participant à l'intégralité du championnat, seulement une invitation sera distribuée au champion de la catégorie. De 8 à 11 concurrents, il y aura deux invitations de distribuées pour le champion et le vice champion de la catégorie. De 12 à 15 concurrents, il y aura trois invitations de distribuées pour le champion, le vice champion et le troisième de la catégorie.
Pour les LMP3, seulement une invitation sera distribuée au champion de la catégorie.

## Calendrier
Le 29 novembre 2019, l'Asian Le Mans Series a annoncé que la première manche du championnat 2020-21 se déroulera sur le Circuit de Suzuka durant le week end du 20 / 22 novembre 2020. C'est la première fois qu'une manche du championnat Asian Le Mans Series s'est déroulé sur ce circuit. Un mois plus tard, il a été annoncé que la manche d'ouverture serait décalée d'une semaine afin d'éviter un clash avec Grand Prix de Macao.
En raison de la pandémie de Covid-19, le calendrier est remodelé. Le 3 juin, il est annoncé l'organisation de 4 courses, localisées en Thaïlande et en Malaisie.
Toujours pour cause de pandémie de Covid-19, le 29 octobre 2020, il a été annoncé que le calendrier a de nouveau été modifié et que la décision avait été prise de ne plus aller à Buriram et Sepang et de recentrer le championnat sur 4 épreuves sur le Circuit Yas Marina Abou Dabi le 4, 6, 18 et 20 février 2021.
| N° | Date            | Course | Circuit            | Lieu      | Pays                |
| -- | --------------- | ------ | ------------------ | --------- | ------------------- |
| 1  | 13 février 2021 |        | Dubaï Autodrome    | Dubaï     | Émirats arabes unis |
| 2  | 14 février 2021 |        | Dubaï Autodrome    | Dubaï     | Émirats arabes unis |
| 3  | 19 février 2021 |        | Circuit Yas Marina | Abou Dabi | Émirats arabes unis |
| 4  | 20 février 2021 |        | Circuit Yas Marina | Abou Dabi | Émirats arabes unis |

## Engagés

### LMP2

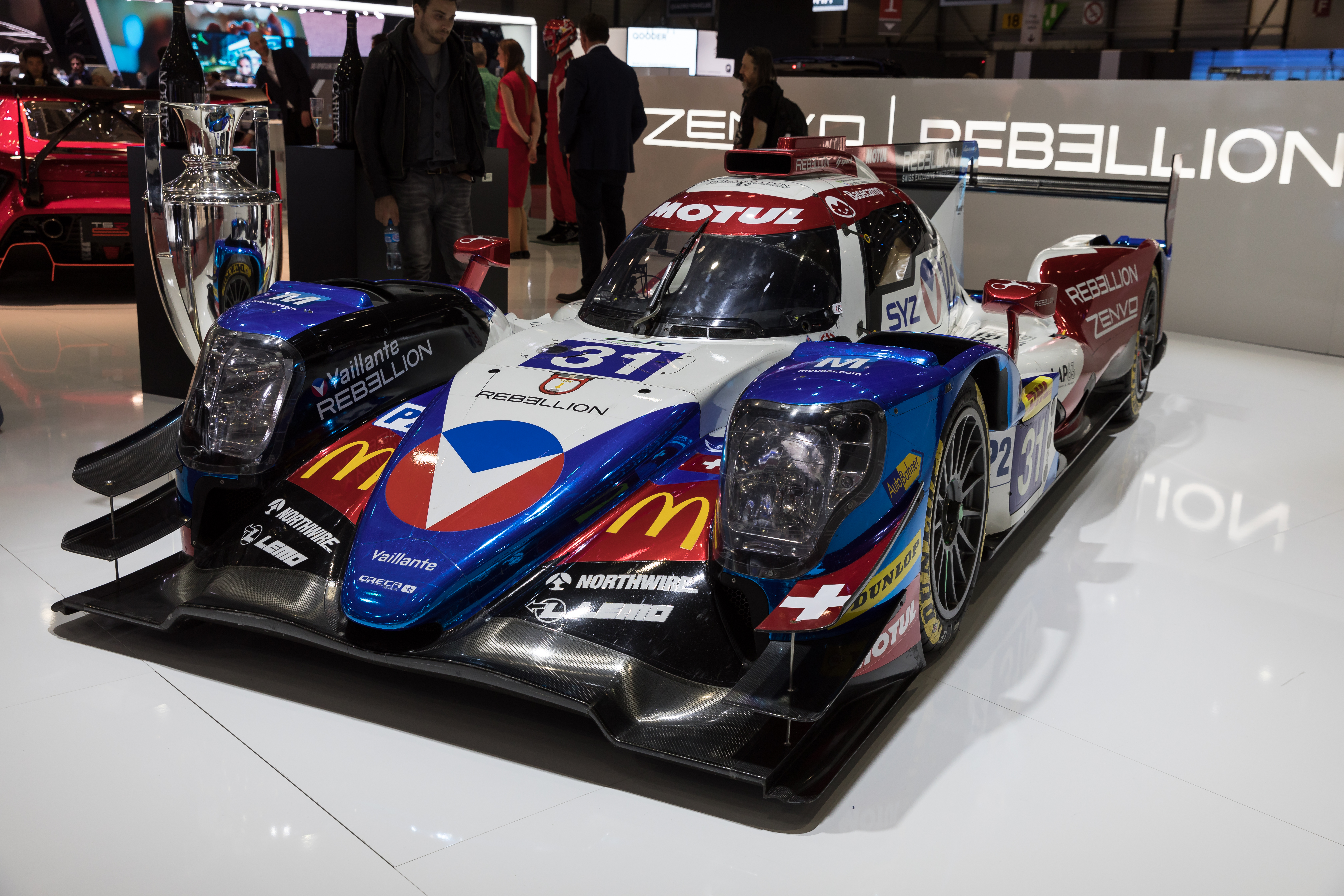
Oreca 07

La classe LMP2 est composée de voitures répondant à la réglementation LMP2 mise en place par l'ACO et la FIA pour le championnat du monde d'endurance FIA, c'est-à-dire un châssis Dallara, Ligier, Oreca ou Riley Technologies.
Toutes les voitures utilisent un moteur Gibson GK428 4.2 L V8 atmosphérique.
Les pneus Michelin sont utilisés par toutes les voitures.
Il n'y a pas de BOP (Balance de performance (en)) dans cette catégorie.
| No.  | Pays                     | Équipe                    | Voiture        | Classe | Pilotes                                                                                              | Pilotes                                                                                              | Pilotes                                                                                              |
| No.  | Pays                     | Équipe                    | Voiture        | Classe | Les chiffres entre parenthèses sont la ou les manches auxquelles le pilote ou l'écurie sont inscrits | Les chiffres entre parenthèses sont la ou les manches auxquelles le pilote ou l'écurie sont inscrits | Les chiffres entre parenthèses sont la ou les manches auxquelles le pilote ou l'écurie sont inscrits |
| LMP2 | LMP2                     | LMP2                      | LMP2           | LMP2   | LMP2                                                                                                 | LMP2                                                                                                 | LMP2                                                                                                 |
| ---- | ------------------------ | ------------------------- | -------------- | ------ | --- | --- | --- |
| 5    |                          | Phoenix Racing            | Oreca 07       | P2     | Kelvin van der Linde (3-4)                                                                           | Nicki Thiim (1-2)                                                                                    | Simon Trummer (Toutes)                                                                               |
| 5    | Matthias Kaiser (Toutes) | Phoenix Racing            | Oreca 07       | P2     | | | |
| 11   |                          | EuroInternational - Ojets | Ligier JS P217 | P2     | Neale Muston (1-2)                                                                                   | John Corbett (1-2)                                                                                   | |
| 18   |                          | Era Motorsport            | Oreca 07       | P2     | Kyle Tilley (Toutes)                                                                                 | Dwight Merriman (Toutes)                                                                             | Andreas Laskaratos (Toutes)                                                                          |
| 25   |                          | G-Drive Racing            | Aurus 01       | P2     | John Falb (Toutes)                                                                                   | Franco Colapinto (Toutes)                                                                            | Rui Andrade (Toutes)                                                                                 |
| 26   |                          | G-Drive Racing            | Aurus 01       | P2     | René Binder (Toutes)                                                                                 | Ye Yifei (Toutes)                                                                                    | Ferdinand von Habsburg (Toutes)                                                                      |
| 38   |                          | JOTA                      | Oreca 07       | P2     | Sean Gelael (Toutes)                                                                                 | Stoffel Vandoorne (1-2)                                                                              | Tom Blomqvist (3-4)                                                                                  |
| 64   |                          | Racing Team India         | Oreca 07       | P2     | Narain Karthikeyan (Toutes)                                                                          | Arjun Maini (Toutes)                                                                                 | Naveen Rao (Toutes)                                                                                  |

### LMP3

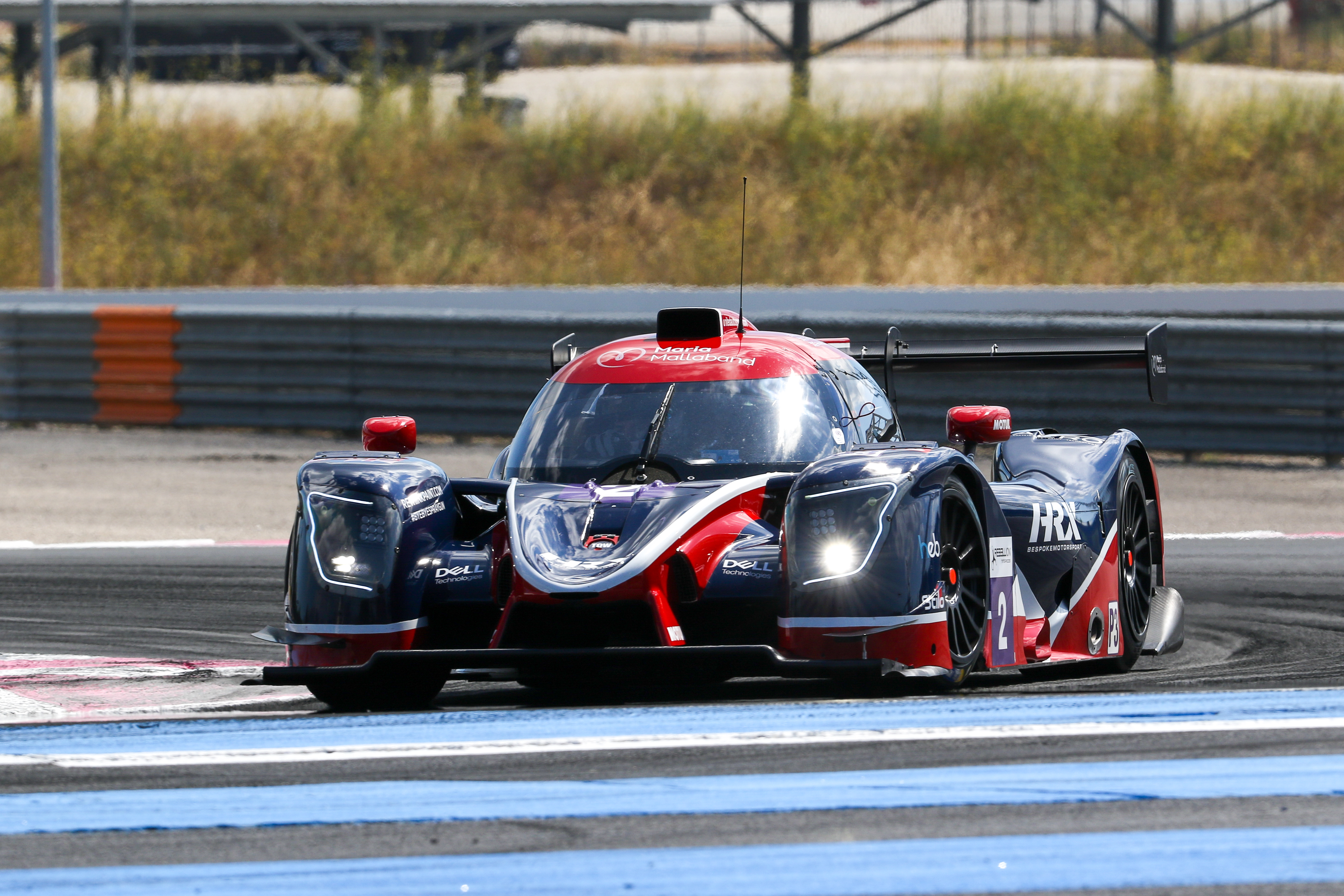
La Ligier JS P320 de l'écurie United Autosports

La classe LMP3 est composée de voitures répondant à la réglementation LMP3 mise en place en 2019 par l'ACO et la FIA, c'est-à-dire un châssis Duqueine Engineering, Ligier, Ginetta ou ADESS (en).
Toutes les voitures utilisent un moteur Nissan VK50VE 5,0 l V8 atmosphérique.
Le groupe motopropulseur (moteur, boite et électronique est fourni par Oreca.
Les pneus Michelin sont utilisés par toutes les voitures.
Il n'y a pas de balance de performance dans cette catégorie.
| No.  | Pays | Équipe            | Voiture           | Classe | Pilotes                                                                                              | Pilotes                                                                                              | Pilotes                                                                                              |
| No.  | Pays | Équipe            | Voiture           | Classe | Les chiffres entre parenthèses sont la ou les manches auxquelles le pilote ou l'écurie sont inscrits | Les chiffres entre parenthèses sont la ou les manches auxquelles le pilote ou l'écurie sont inscrits | Les chiffres entre parenthèses sont la ou les manches auxquelles le pilote ou l'écurie sont inscrits |
| LMP3 | LMP3 | LMP3              | LMP3              | LMP3   | LMP3                                                                                                 | LMP3                                                                                                 | LMP3                                                                                                 |
| ---- | ---- | ----------------- | ----------------- | ------ | --- | --- | --- |
| 2    |      | United Autosports | Ligier JS P320    | P3     | Andy Meyrick (Toutes)                                                                                | Rob Wheldon (Toutes)                                                                                 | Ian Loggie (Toutes)                                                                                  |
| 3    |      | United Autosports | Ligier JS P320    | P3     | James McGuire (Toutes)                                                                               | Duncan Tappy (Toutes)                                                                                | Andrew Bentley (Toutes)                                                                              |
| 4    |      | Phoenix Racing    | Ligier JS P320    | P3     | Jan-Erik Slooten (de) (Toutes)                                                                       | Leo Weiss (Toutes)                                                                                   | |
| 8    |      | Nielsen Racing    | Ligier JS P320    | P3     | Matthew Bell (Toutes)                                                                                | Rodrigo Sales (Toutes)                                                                               | |
| 9    |      | Nielsen Racing    | Ligier JS P320    | P3     | Colin Noble (Toutes)                                                                                 | Tony Wells (Toutes)                                                                                  | |
| 15   |      | RLR Msport        | Ligier JS P320    | P3     | Maxwell Hanratty (Toutes)                                                                            | Malthe Jakobsen (Toutes)                                                                             | Bashar Mardini (Toutes)                                                                              |
| 23   |      | United Autosports | Ligier JS P320    | P3     | Wayne Boyd (Toutes)                                                                                  | Manuel Maldonado (Toutes)                                                                            | Rory Penttinen (Toutes)                                                                              |
| 33   |      | CD Sport          | Ligier JS P320    | P3     | Nick Adcock (Toutes)                                                                                 | Michael Jensen (Toutes)                                                                              | Adam Eteki (Toutes)                                                                                  |
| 44   |      | ARC Bratislava    | Ginetta G61-LT-P3 | P3     | Tom Cloet (Toutes)                                                                                   | Miroslav Konôpka (Toutes)                                                                            | Charlie Robertson (Toutes)                                                                           |
| 63   |      | DKR Engineering   | Duqueine D08      | P3     | Jean Glorieux (Toutes)                                                                               | Laurents Hörr (Toutes)                                                                               | |

### GT
| No. | Pays | Équipe                        | Voiture                  | Classe      | Pilotes                                                                                              | Pilotes                                                                                              | Pilotes                                                                                              |
| No. | Pays | Équipe                        | Voiture                  | Classe      | Les chiffres entre parenthèses sont la ou les manches auxquelles le pilote ou l'écurie sont inscrits | Les chiffres entre parenthèses sont la ou les manches auxquelles le pilote ou l'écurie sont inscrits | Les chiffres entre parenthèses sont la ou les manches auxquelles le pilote ou l'écurie sont inscrits |
| GT  | GT   | GT                            | GT                       | GT          | GT                                                                                                   | GT                                                                                                   | GT                                                                                                   |
| --- | ---- | ----------------------------- | ------------------------ | ----------- | --- | --- | --- |
| 1   |      | HubAuto Racing                | Ferrari 488 GT3          | GT3         | Marcos Gomes (Toutes)                                                                                | Raffaele Marciello (Toutes)                                                                          | Liam Talbot (de) (Toutes)                                                                            |
| 7   |      | Inceptoin Racing avec Optimum | McLaren 720S GT3         | GT3         | Ben Barnicoat (Toutes)                                                                               | Brendan Iribe                                                                                        | Ollie Millroy                                                                                        |
| 27  |      | Kessel Racing                 | Ferrari 488 GT3          | GT3 Am      | Tim Kohmann (Toutes)                                                                                 | Giorgio Roda (Toutes)                                                                                | Francesco Zollo (Toutes)                                                                             |
| 34  |      | Walkenhorst Motorsport        | BMW M6 GT3               | GT3         | Nicky Catsburg (Toutes)                                                                              | Chandler Hull (Toutes)                                                                               | Jon Miller (Toutes)                                                                                  |
| 35  |      | Walkenhorst Motorsport        | BMW M6 GT3               | GT3 Am      | Jörg Breuer (Toutes)                                                                                 | Sami-Matti Trogen (fi) (Toutes)                                                                      | Henry Walkenhorst (Toutes)                                                                           |
| 40  |      | GPX Racing                    | Porsche 911 GT3 R        | GT3         | Julien Andlauer (Toutes)                                                                             | Alain Ferté (Toutes)                                                                                 | Axcil Jefferies (Toutes)                                                                             |
| 51  |      | AF Corse                      | Ferrari 488 GT3          | GT3         | Alessandro Pier Guidi (Toutes)                                                                       | Oswaldo Negri Jr. (Toutes)                                                                           | Francesco Piovanetti (de) (Toutes)                                                                   |
| 54  |      | AF Corse                      | Ferrari 488 GT3          | GT3         | Francesco Castellacci (Toutes)                                                                       | Giancarlo Fisichella (Toutes)                                                                        | Thomas Flohr (Toutes)                                                                                |
| 55  |      | Rinaldi Racing                | Ferrari 488 GT3          | GT3         | Rino Mastronardi (Toutes)                                                                            | David Perel (Toutes)                                                                                 | Davide Rigon (Toutes)                                                                                |
| 60  |      | Formula Racing                | Ferrari 488 GT3          | GT3         | Johnny Laursen (Toutes)                                                                              | Nicklas Nielsen (Toutes)                                                                             | Alessio Rovera (Toutes)                                                                              |
| 66  |      | Rinaldi Racing                | Ferrari 488 GT3          | GT3 Am      | Christian Hook (Toutes)                                                                              | Patrick Kujala (en) (Toutes)                                                                         | Manuel Lauck (Toutes)                                                                                |
| 77  |      | D'Station Racing              | Aston Martin Vantage GT3 | GT3         | Tomonobu Fujii (Toutes)                                                                              | Tom Gamble (Toutes)                                                                                  | Satoshi Hoshino (Toutes)                                                                             |
| 88  |      | Garage 59                     | Aston Martin Vantage GT3 | GT3         | Valentin Hasse-Clot (Toutes)                                                                         | Maxime Martin (Toutes)                                                                               | Alexander West (de) (Toutes)                                                                         |
| 89  | GT3  | Garage 59                     | Aston Martin Vantage GT3 | Mike Benham | Marvin Kirchhöfer                                                                                    | Yuuki Nemoto (Toutes)                                                                                | |
| 93  |      | Precote Herberth Motorsport   | Porsche 911 GT3 R        | GT3         | Antares Au (Toutes)                                                                                  | Klaus Bachler (Toutes)                                                                               | Steffen Görig (de) (Toutes)                                                                          |
| 95  |      | TF Sport                      | Aston Martin Vantage GT3 | GT3         | Charlie Eastwood (Toutes)                                                                            | Ollie Hancock (Toutes)                                                                               | John Hartshorne (Toutes)                                                                             |
| 95  |      | Oman Racing avec TF           | Aston Martin Vantage GT3 | GT3         | Jonny Adam (Toutes)                                                                                  | Ahmad Al Harthy (Toutes)                                                                             | Tom Canning (Toutes)                                                                                 |
| 99  |      | Precote Herberth Motorsport   | Porsche 911 GT3 R        | GT3         | Ralf Bohn (de) (Toutes)                                                                              | Alfred Renauer (de) (Toutes)                                                                         | Robert Renauer (de) (Toutes)                                                                         |

## Résultats
| Course | Circuit   | Écurie victorieuse LMP2                     | Écurie victorieuse LMP2 Am                     | Écurie victorieuse LMP3                    | Écurie victorieuse GT                             | Écurie victorieuse GT Am                             | Résultats |
| Course | Circuit   | Pilotes victorieux LMP2                     | Pilotes victorieux LMP2                        | Pilotes victorieux LMP3                    | Pilotes victorieux GT                             | Pilotes victorieux GT Am                             | Résultats |
| ------ | --------- | ------------------------------------------- | ---------------------------------------------- | ------------------------------------------ | ------------------------------------------------- | ---------------------------------------------------- | --------- |
| 1      | Dubai     | G-Drive Racing                              | Era Motorsport                                 | United Autosports                          | Precote Herberth Motorsport                       | Rinaldi Racing                                       | Résultats |
| 1      | Dubai     | René Binder Ferdinand von Habsburg Ye Yifei | Andreas Laskaratos Dwight Merriman Kyle Tilley | Wayne Boyd Manuel Maldonado Rory Penttinen | Ralf Bohn Alfred Renauer (de) Robert Renauer (de) | Christian Hook Patrick Kujala (en) Manuel Lauck      | Résultats |
| 2      | Dubai     | G-Drive Racing                              | Era Motorsport                                 | United Autosports                          | GPX Racing                                        | Rinaldi Racing                                       | Résultats |
| 2      | Dubai     | René Binder Ferdinand von Habsburg Ye Yifei | Andreas Laskaratos Dwight Merriman Kyle Tilley | Wayne Boyd Manuel Maldonado Rory Penttinen | Julien Andlauer Alain Ferté Axcil Jefferies       | Christian Hook Patrick Kujala (en) Manuel Lauck      | Résultats |
| 3      | Abu Dhabi | Jota                                        | Era Motorsport                                 | Nielsen Racing                             | GPX Racing                                        | Rinaldi Racing                                       | Résultats |
| 3      | Abu Dhabi | Tom Blomqvist Sean Gelael                   | Andreas Laskaratos Dwight Merriman Kyle Tilley | Colin Noble Tony Wells                     | Julien Andlauer Alain Ferté Axcil Jefferies       | Christian Hook Patrick Kujala (en) Manuel Lauck      | Résultats |
| 4      | Abu Dhabi | Jota                                        | Era Motorsport                                 | United Autosports                          | Car Guy Racing                                    | Walkenhorst Motorsport                               | Résultats |
| 4      | Abu Dhabi | Tom Blomqvist Sean Gelael                   | Andreas Laskaratos Dwight Merriman Kyle Tilley | Wayne Boyd Manuel Maldonado Rory Penttinen | Mikkel Jensen Takeshi Kimura Côme Ledogar         | Jörg Breuer Sami-Matti Trogen (fi) Henry Walkenhorst | Résultats |

## Classement

### Invitation pour les 24 heures du Mans 2021
À l'issue de cette nouvelle saison d'Asian Le Mans Series cinq invitations aux 24 Heures du Mans 2021 furent distribuées. Une pour le champion de la catégorie LMP2, et quatre autres invitations pour le champion de la catégorie GT et les trois suivants au classement. En raisons du trop faibles nombres d'engagées en LMP3 aucune invitations n'est distribués.
| Raison de l'invitation                               | LMP2            | LMGTE Am                                   |
| ---------------------------------------------------- | --------------- | ------------------------------------------ |
| Champion Asian Le Mans Series 2021 (LMP2 Pro et GT)  | G-Drive Racing  | Precote Herberth Motorsport                |
| 2ième, 3ième et 4Ième Asian Le Mans Series 2021 (GT) |                 | GPX Racing Rinaldi Racing Inception Racing |
| Champion Asian Le Mans Series 2021 (LMP3)            | Non Attribuable |                                            |

Le 23 février, GPX Racing annonce qu'il renonce à leur participation à l'édition 2021 de la classique mancelle.